# Cerro Pabellón (södra Potosí)
Cerro Pabellón är ett berg i Bolivia.   Det ligger i departementet Potosí, i den södra delen av landet, 400 km sydväst om huvudstaden Sucre. Toppen på Cerro Pabellón är 5 465 meter över havet, eller 709 meter över den omgivande terrängen. Bredden vid basen är 4,4 km.
Terrängen runt Cerro Pabellón är huvudsakligen kuperad, men norrut är den platt. Trakten runt Cerro Pabellón är nära nog obefolkad, med mindre än två invånare per kvadratkilometer.. Det finns inga samhällen i närheten.
Trakten runt Cerro Pabellón är ofruktbar med lite eller ingen växtlighet.